# C.J. Bryce
Clarence Leland Bryce Jr., detto C.J. (Charlotte, 30 ottobre 1996), è un cestista statunitense.